# Mitsuteru Yokoyama
Mitsuteru Yokoyama (jap. 横山 光輝 Yokoyama Mitsuteru; ur. 18 czerwca 1934 w Kobe, zm. 15 kwietnia 2004 w Tokio) – japoński mangaka.
W szkole średniej zajął się rysowaniem komiksów manga. Jego najbardziej znanymi pracami były: Tetsujin 28 go (znany w USA pod nazwą Gigantor), cykl o Trzech Królestwach (60 części, nagroda Stowarzyszenia Artystów Manga 1991), Otenba Tenshi, Babel II, Sally czarodziejka.
Zmarł wskutek obrażeń odniesionych w pożarze domu.